# Pont de glace naturel
Pour l’article homonyme, voir Pont de glace.

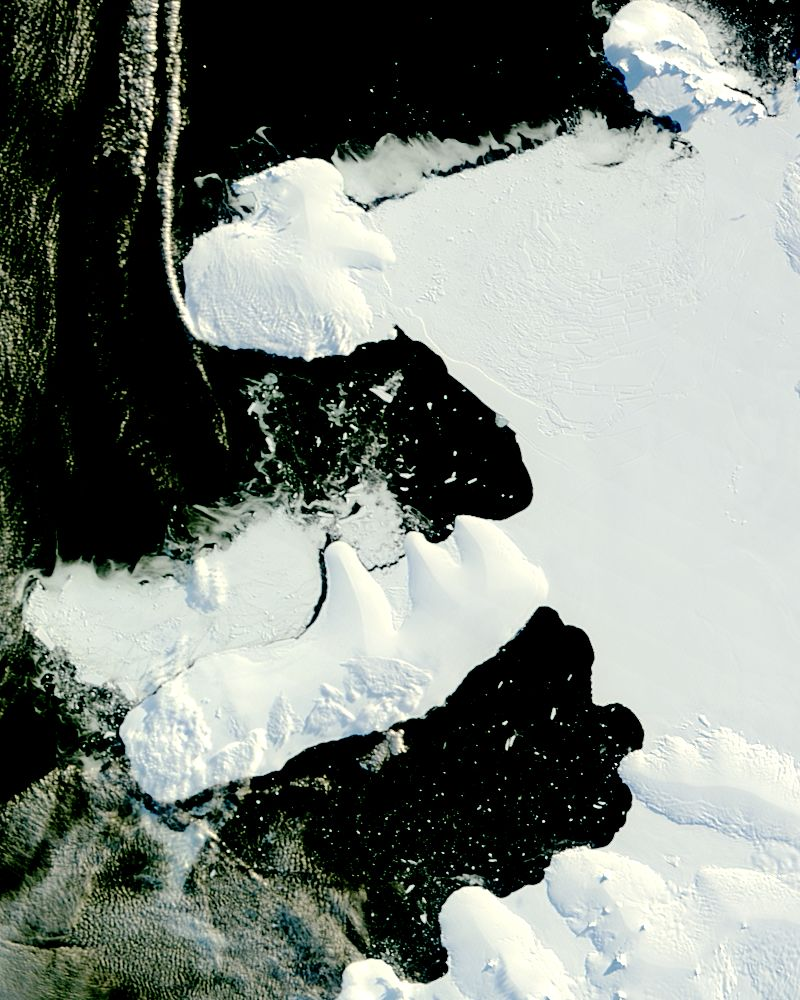
Pont de glace naturel à Wilkins, Antarctique.

Un pont de glace naturel est une étendue gelée d'eau de mer ou d'eau douce qui relie, comme un pont, les rives d'une baie, d'une rivière ou d'un lac. Lorsqu'il se forme le long de la côte océane, il fait partie de la banquise côtière. Ces glaces peuvent être saisonnières ou durer plusieurs années, selon le régime de température. 
Ces ponts permettent une migration animale et humaine impossible en période plus douce. Ainsi durant la dernière période glaciaire, aux environs de −9 000 av. J-C., un pont de glace a relié l'île de Öland à la Suède, ce qui permit la migration des premières populations sur cette île.